# Ckaltubo (gmina)
Gmina Ckaltubo (gruz. წყალტუბოს მუნიციპალიტეტი) – jednostka administracyjna Imeretii w Gruzji. Siedzibą gminy jest miasto Ckaltubo. 

## Położenie
Gmina położona jest w północno-zachodniej części Imeretii, a jednocześnie w centralnej części Gruzji.

## Ludność
Na podstawie danych statystycznych z 2024 roku gminę Ckaltubo zamieszkuje 39 200 osób. 